# Orestis Karnezis
Orestis Karnezis, född 11 juli 1985 i Aten, Grekland, är en grekisk före detta fotbollsmålvakt. Han spelade under sin karriär för Greklands fotbollslandslag.

## Karriär
Den 31 augusti 2017 lånades Karnezis ut av Udinese till Watford på ett låneavtal över säsongen 2017/2018.
Den 4 september 2020 värvades Karnezis av franska Lille. I maj 2022 meddelade Karnezis att han avslutade sin fotbollskarriär.